# منگاروا
منگاروا (به لاتین: Mangaroa) یک منطقهٔ مسکونی در نیوزیلند است که در Wellington Region واقع شده‌است. منگاروا ۱٬۴۶۱ نفر جمعیت دارد.